# Matsudaira Tsunamasa
Matsudaira Tsunamasa est un nom japonais traditionnel ; le nom de famille (ou le nom d'école), Matsudaira, précède donc le prénom (ou le nom d'artiste).
Matsudaira Tsunamasa (松平 綱昌) (4 juin 1661 - 12 mars 1699) est un daimyo du début de l'époque d'Edo, à la tête du domaine de Fukui dans la province d'Echizen.  

## Biographie
Né à Edo, Matsudaira Tsunamasa est le fils ainé de Matsudaira Masakatsu.
Après le conflit de succession avec son oncle Yoshinori, ce dernier se retire et permet à Tsunamasa de devenir seigneur de Fukui. Cependant, Tsunamasa se révèle vite être un seigneur cruel et enclin à de violents déchaînements de colère, aussi le shogunat confisque-t-il le domaine de Fukui. En raison de l'état du domaine et de son histoire qui remonte à Yūki Hideyasu, le shogunat restaure le seigneur précédent, son oncle Masachika, comme chef de famille.
En 1686, les revenus du han sont réduits de 475 000 koku à 250 000 koku.
Tsunamasa meurt en 1699, à l'âge de 37 ans.